# Norbanus cyaneus
Norbanus cyaneus är en stekelart som först beskrevs av Girault 1913.  Norbanus cyaneus ingår i släktet Norbanus och familjen puppglanssteklar. Inga underarter finns listade i Catalogue of Life.